# 戲獅甲廣濟宮

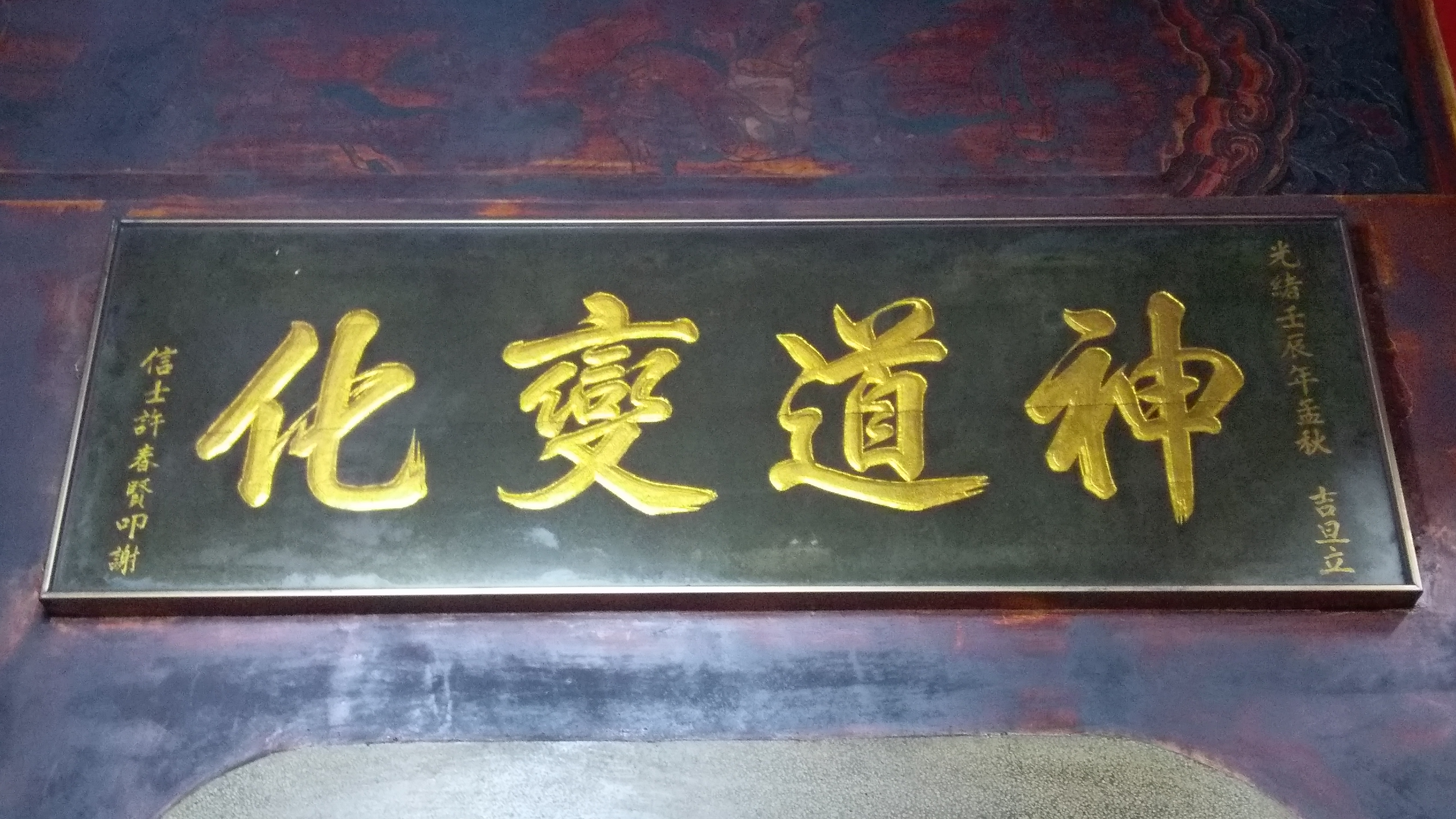
大清光緒18年（1892年）匾額「神道變化」

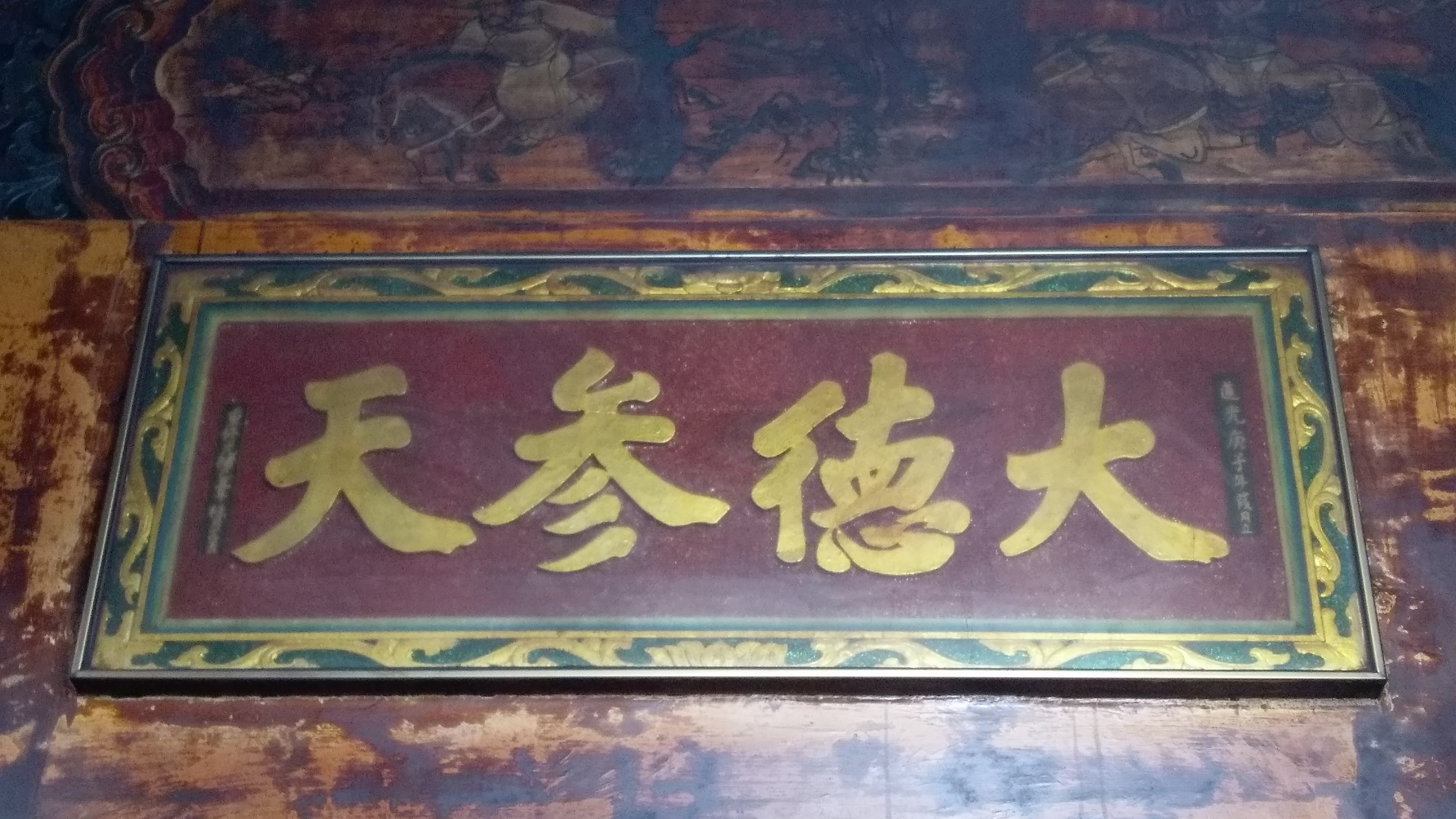
大清道光20年（1840年）匾額「大德參天」

獅甲廣濟宮，位於臺灣高雄市前鎮區中山二路217號，主奉閩南醫神保生大帝。

## 廟史
廣濟宮相傳建於清乾隆六年（1741年），主祀保生大帝，係由當地董姓居民的祖先由福建省漳州府長泰縣移民來台時一併分靈來臺奉祀，廣濟宮初以茅竹為廟，清乾隆二十五年（1760年），由董大章捐地募款重建。清道光二十年（1840年）眾信徒為感神恩庇祐，再次眾力改建為磚造廟宇，並於清光緒十五年（1889年）經善士陳賢重修，此時獅甲庄內董、張、周、陳等姓氏所奉祀之中壇元帥、池府千歲也一併供奉在正殿跟大道公一同祭祀。

## 祀神
- 正殿：保生大帝、中壇元帥、池府千歲、註生娘娘、福德正神、龍樹尊王（松樹公）
- 凌霄寶殿：玉皇上帝、三官大帝、南斗星君、北斗星君、文昌帝君、武財神、張天師、王靈官、李天王、趙天君
- 慈航殿：觀音菩薩（隨侍：善財、龍女）、天上聖母
- 太歲殿：斗姥元君、太歲星君

## 外部連結
- 前鎮區公所：獅甲廣濟宮 （页面存档备份，存于）